# Paula Danziger
Paula Danziger (Washington, 18 agosto 1944 – Washington, 8 luglio 2004) è stata una scrittrice statunitense di libri per l'infanzia.

## Biografia
Allieva della Montclair State University, lavorò come insegnante per un breve periodo della sua vita. Dopo un incidente automobilistico che la vide coinvolta incominciò a scrivere romanzi per giovani lettori.
Popolare autrice di volumi per bambini, la Danziger scrisse più di 30 libri. Debuttò nel 1974 con The Cat Ate My Gymsuit ma in Italia divenne famosa soprattutto per la serie di Ambra Chiaro. Oltre ai libri scritti da sola, la Danziger collaborò con altri autori come Ann M. Martin.
Paola Danziger ebbe un attacco cardiaco l'8 giugno del 2004 e morì in seguito a complicazioni esattamente un mese dopo all'età di 59 anni. All'epoca della sua scomparsa i suoi libri erano stati pubblicati in 53 stati e tradotti in sedici lingue.

## Opere

### Ambra Chiaro
- Ambra Chiaro non è un colore (1994) Titolo originale Amber Brown is Not a Crayon (ISBN 978-8838460685)
- Punti rossi su Ambra Chiaro (1995) Titolo originale You Can't Eat Your Chicken Pox, Amber Brown (ISBN 9788838460692)
- Ambra Chiaro va in quarta (1995) Titolo originale Amber Brown Goes Fourth (ISBN 9788838475061)
- Ambra Chiaro fa a modo suo (1996) Titolo originale  Amber Brown Wants Extra Credit (ISBN 978-8838460678)
- La superfamiglia di Ambra Chiaro (1996) Titolo originale Forever Amber Brown (ISBN 9788838432705)
- Guai in vista per Ambra Chiaro (1997) Titolo originale Amber Brown Sees Red (ISBN 9788838432712)
- Amber Brown is Feeling Blue (1998) (ISBN 978-0142416860)
- I, Amber Brown (1999) (ISBN 978-0142419656)
- What a Trip, Amber Brown (2001) (ISBN 978-0-399-23470-5)
- It's Justin Time, Amber Brown (2001) (ISBN 978-1-59820-595-4)
- Get Ready for Second Grade, Amber Brown (2002) (ISBN 978-0142500811)
- Orange You Glad It's Halloween, Amber Brown? (2002) (ISBN 9780142408094)
- It's a Fair Day, Amber Brown (2002) (ISBN 978-0698119826)
- Amber Brown is Green with Envy (2003) (ISBN 978-0399231810)
- Second Grade Rules, Amber Brown (2004) (ISBN 978-0142404218)

### Matthew Martin
- Everyone Else's Parents Said Yes (1989) (ISBN 978-0698116870)
- Make Like a Tree and Leave (1990) (ISBN 978-0-385-30151-0)
- Earth to Matthew (1991) (ISBN 978-0785701439)
- Not for a Billion Gazillion Dollars (1992) (ISBN 978-0698116931)

### Marcy Lewis
- The Cat Ate My Gymsuit (1974) (ISBN 978-0142402504)
- There's a Bat in Bunk Five (1980) (ISBN 978-0440400981)

### Altri
- Cara E., perché non mi rispondi? P. S. Segue lettera (2000) (Scritto con Ann M. Martin) Titolo originale P.S. Longer Letter Later (ISBN 978-8804479741)
- Cara E., la posta è troppo lenta! Meglio un'e-mail (2003) (Scritto con Ann M. Martin) Titolo originale Snail Mail No More (ISBN 978-8804515296)

## Cultura di massa
La piattaforma Apple TV+ ha realizzato la serie televisiva Ambra Chiaro (Amber Brown) con protagonista Carsyn Rose. La serie è creata da Bonnie Hunt nel 2022.